# 안정실
안정실은 대한민국의 성우이다. 1988년 KBS에 입사했으며, 현재는 KBS 21기이다. 한국방송 성우극회 소속.

## 주요 출연작품

### 영화
- 크로커다일 던디 2 (KBS)